# Mab (astronomia)
Mab è un satellite di Urano. È stato scoperto da Mark Showalter e da Jack J. Lissauer nel 2003 per mezzo del Telescopio spaziale Hubble.
Poiché la luna è piccola e scura, non è stata vista nelle immagini prese da Voyager 2 durante la sua rotazione intorno ad Urano nel 1986.
Nonostante ciò, è più luminosa di un'altra luna, Perdita, scoperta dalle foto del Voyager nel 1997. Ciò ha condotto gli scienziati a riesaminare ancora le vecchie foto ed il satellite è stato in seguito rintracciato.
Mab orbita intorno ad Urano alla stessa distanza dell'anello Mu, un anello di polveri scoperto nel 1977.
A seguito della relativa scoperta, a Mab è stata data l'indicazione provvisoria S/2003 U 1. Il nome attuale è preso dalla Regina Mab, un personaggio del dramma Romeo e Giulietta di William Shakespeare.